# Felix Drahotta
Felix Drahotta (Bad Doberan, 1º gennaio 1989) è un canottiere tedesco, vincitore della medaglia d'argento nell'8 con a Rio de Janeiro 2016.

## Palmarès
- Giochi olimpici

Rio de Janeiro 2016: argento nell'8.
- Mondiali

Chungju 2013: argento nell'8.
Amsterdam 2014: argento nell'8.
Aiguebelette-le-Lac 2015: argento nell'8.
- Europei

Belgrado 2014: oro nell'8.